# Life 'n Perspectives of a Genuine Crossover
| Críticas profissionais | Críticas profissionais |
| Avaliações da crítica  | Avaliações da crítica  |
| Fonte                  | Avaliação              |
| ---------------------- | ---------------------- |
| All Music Guide        | link                   |

Life 'n Perspectives of a Genuine Crossover é o segundo álbum de estúdio da banda de rap rock neerlandesa Urban Dance Squad. Foi lançado em 1 de outubro de 1991, pela gravadora Arista Records.

## Faixas
1. "Comeback" – 4:27
2. "(Thru) the Gates of the Big Fruit" – 4:15
3. "Life 'N Perspectives I" – 1:02
4. "Mr. EZway" – 3:40
5. "Thru the Eyes of Jason" – 3:30
6. "Routine" – 5:01
7. "Life 'N Perspectives II" – 1:14
8. "Son of the Culture Clash" – 3:28
9. "Careless" – 4:00
10. "Grand Black Citizen" – 3:50
11. "Life 'N Perspectives III" – 0:56
12. "Harvey Quinnt" – 3:32
13. "Duck Ska" – 3:07
14. "Life 'N Perspectives IV" – 1:22
15. "For the Plasters" – 4:27
16. "Wino the Medicineman" – 3:26
17. "Bureaucrat of Flaccostreet" – 4:57